# Çamalan, Yakakent
Çamalan là một xã thuộc huyện Yakakent, tỉnh Samsun, Thổ Nhĩ Kỳ. Dân số thời điểm năm 2010 là 298 người.